# Copa del Generalísimo de baloncesto 1960
La Copa del Generalísimo de baloncesto 1960 fue la número 24.º, donde su final se disputó en el Frontón Fiesta Alegre de Madrid el 29 de mayo de 1960. Fue la primera vez que la final la disputaron dos equipos del mismo club.
En esta edición de la Copa del Generalísimo participan todos los equipos de la Liga 1959-60.

## Equipos clasificados
| Pos. | Equipo                | Pts. | PJ | G  | E | P  | GF   | GC   | Dif. | Clasificación o descenso                 |
| ---- | --------------------- | ---- | -- | -- | - | -- | ---- | ---- | ---- | ---------------------------------------- |
| 1    | Real Madrid CF        | 60   | 22 | 20 | 0 | 2  | 1497 | 1047 | +450 | Pasa directamente a las Semifinales      |
| 2    | Juventud de Badalona  | 49   | 22 | 16 | 1 | 5  | 1298 | 1117 | +181 | Pasa directamente a los Cuartos de final |
| 3    | CB Orillo Verde       | 48   | 22 | 16 | 0 | 6  | 1235 | 1166 | +69  |                                          |
| 4    | CB Aismalíbar         | 43   | 22 | 14 | 1 | 7  | 1230 | 1065 | +165 |                                          |
| 5    | CD Hesperia de Madrid | 43   | 22 | 14 | 1 | 7  | 1337 | 1226 | +111 |                                          |
| 6    | CF Barcelona          | 33   | 22 | 11 | 0 | 11 | 1383 | 1273 | +110 |                                          |
| 7    | CD Iberia             | 27   | 22 | 9  | 0 | 13 | 1096 | 1267 | −171 |                                          |
| 8    | UD Montgat            | 24   | 22 | 8  | 0 | 14 | 1132 | 1217 | −85  |                                          |
| 9    | RCD Español           | 22   | 22 | 7  | 1 | 14 | 1080 | 1252 | −172 |                                          |
| 10   | CB Estudiantes        | 20   | 22 | 6  | 2 | 14 | 1146 | 1263 | −117 |                                          |
| 11   | CN Helios             | 13   | 22 | 4  | 1 | 17 | 1051 | 1355 | −304 |                                          |
| 12   | Real Canoe            | 10   | 22 | 3  | 1 | 18 | 1173 | 1410 | −237 |                                          |

 Fuente: Linguasport

## Octavos de final
Los partidos de ida se jugaron el 3 de abril y los de vuelta el 10 de abril.
| Equipo 1             | Agr.    | Equipo 2              | Ida   | Vuelta |
| -------------------- | ------- | --------------------- | ----- | ------ |
| Real Madrid CF       | Exento  |                       |       |        |
| Juventud de Badalona | Exento  |                       |       |        |
| CB Orillo Verde      | 111–112 | UD Montgat            | 67–52 | 44–60  |
| CN Helios            | 73–103  | CF Barcelona          | 40–43 | 33–60  |
| Real Canoe           | 102–115 | CD Iberia             | 55–58 | 47–57  |
| CB Aismalíbar        | 117–89  | RCD Español           | 53–36 | 64–53  |
| CB Estudiantes       | 94–95   | CD Hesperia de Madrid | 55–51 | 39–44  |

## Cuartos de final
Los partidos de ida se jugaron el 24 de abril y los de vuelta el 1 de mayo.
| Equipo 1       | Agr.    | Equipo 2              | Ida   | Vuelta |
| -------------- | ------- | --------------------- | ----- | ------ |
| Real Madrid CF | Exento  |                       |       |        |
| UD Montgat     | 98–107  | CF Barcelona          | 48–42 | 50–65  |
| CD Iberia      | 105–120 | Juventud de Badalona  | 50–62 | 55–58  |
| CB Aismalíbar  | 97–115  | CD Hesperia de Madrid | 48–57 | 49–58  |

## Semifinales
Los partidos de ida se jugaron el 8 de mayo y los de vuelta el 15 de mayo.
| Equipo 1             | Agr.    | Equipo 2              | Ida   | Vuelta |
| -------------------- | ------- | --------------------- | ----- | ------ |
| CF Barcelona         | 111–153 | Real Madrid CF        | 64–72 | 47–81  |
| Juventud de Badalona | 118–121 | CD Hesperia de Madrid | 73–47 | 45–74  |

## Final
Fue la primera vez que la final la disputaron dos equipos del mismo club.
| 29 de mayo de 1960, 20:00 | Real Madrid CF                     | 76–64                              | CD Hesperia de Madrid                  | |  |
| 20:00 GTM+1               | Marcador por tiempos: 32–27, 44–37 | Marcador por tiempos: 32–27, 44–37 | Marcador por tiempos: 32–27, 44–37     | |  |
|                           | Estadísticas Travis Montgomery 27  | Pts                                | Estadísticas Francisco Pleguezuelos 18 | Pabellón: Frontón Fiesta Alegre, Madrid Asistencia: 5.000 espectadores Árbitros: Eduardo Hernández-Villamil Martín Alonso |  |

| Campeón de la Copa del Generalísimo 1960 |
| ---------------------------------------- |
| Real Madrid CF 6.º título                |